# الکساندر سوکوروف
الکساندر نیکلایویچ سوکوروف (به روسی: Алекса́ндр Никола́евич Соку́ров، به انگلیسی: Alexander Nikolayevich Sokurov) فیلمساز روس است.
فیلم‌های مطرح وی مادر و پسر، پدر و پسر، کشتی روسی و فاوست هستند. فیلم فاوست در جشنوارهٔ فیلم ونیز برندهٔ جایزه شیر طلایی، با ارزش‌ترین جایزه در این جشنواره شد.

## زندگی و کار

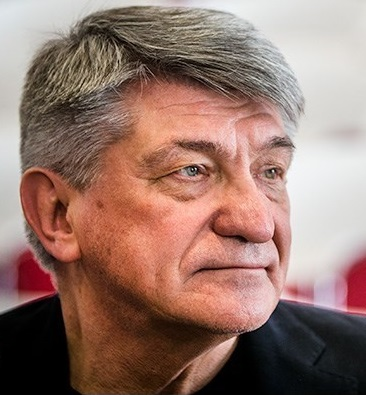
الکساندر سوکوروف در جشنواره فیلم فجر

سوکوروف در روستای پودورویخا در استان ایرکوتسک در سیبری در خانواده یک افسر نظامی به دنیا آمد. او در سال ۱۹۷۴ از دانشکده تاریخ دانشگاه نیژنی نووگورود فارغ‌التحصیل شد و سال بعد وارد یکی از شرکت‌های سینمایی VGIK (مؤسسه سینمایی گراسیموف) شد. وی در آنجا با آندری تارکوفسکی دوست شد و عمیقاً تحت تأثیر فیلم آینه او قرار گرفت. بیشتر فیلم‌های آغازین وی توسط مقامات اتحادیه شوروی ممنوع می‌شدند. او در دوره اولیه کارش مستندهای بسیاری ساخت.
مادر و پسر (۱۹۹۷) اولین فیلم بلند شناخته شده وی در سطح جهانی بود که به بیستمین جشنواره بین‌المللی فیلم مسکو (به انگلیسی: Moscow International Film Festival) راه یافت و برنده جایزه ویژه سنت جرج نقره‌ای شد. بازتاب این فیلم در پدر و پسر نمودار شد که به خاطر در بر داشتن مسائل جنسی همجنسگرایانه موجب سر در گمی منتقدان شد (گرچه خود سوکوروف با این تفسیر مخالف است). سوزان سانتگ دو تا از فیلم‌های سوکوروف را جزو ده فیلم مورد علاقه‌اش در دهه نود قرار داد و گفت: «در حال حاضر هیچ کارگردانی نیست که فیلم‌هایش را به اندازه او تحسین کنم.» سوکوروف در سال ۲۰۰۶ از جشنواره بین‌المللی فیلم مانهایم-هایدلبرگ جایزه استاد سینما را دریافت کرد.
سوکوروف همواره به جشنواره کن راه میابد. چهارتا از فیلم‌های او در آنجا اکران شده‌اند. گرچه تا سال ۲۰۱۱ برنده جایزه‌های تاپ جشنواره‌های بین‌المللی نشد. تا مدت‌ها موفق‌ترین فیلمش چه از لحاظ تجاری و چه از دید منتقدان فیلم نیمه مستند کشتی روسی بود که به خاطر تصاویر افسون‌کننده و پلان ادیت نشده منحصر فیلم مورد توجه بود.
سوکوروف چهارگانه‌ای در کاوش اثرات فسادآور قدرت ساخته است. سه قسمت اول در مورد حکمرانان برجسته قرن بیستم بودند مولوخ (۱۹۹۹) درباره هیتلر، تورس (۲۰۰۱) درباره لنین و خورشید (۲۰۰۴) درباره امپراتور هیروهیتو. در سال ۲۰۱۱ سوکوروف آخرین قسمت این سری، فاوست، یک بازگویی از فاوست گوته را کارگردانی کرد و غرایز و حقه‌های فاوست را در اشتیاقش برای قدرت به تصویر کشید که در ۸ سپتامبر ۲۰۱۱ در شصت و هشتمین جشنواره بین‌المللی ونیز وارد رقابت شد و برنده شیر طلایی با ارزش‌ترین جایزه جشنواره شد. تهیه‌کننده این فیلم درباره فاوست می‌گویید: «این فیلم هیچ ارتباطی با وقایع دنیای امروز ندارد — در اوایل قرن نوزدهم اتفاق می‌افتد — اما تلاش مداوم سوکوروف برای شناخت انسان و نیروهای درونی‌اش را بازتاب می‌کند.»

## فیلم‌های داستانی
- صدای تنهای انسان (۱۹۷۸–۱۹۸۷)
- خوارشده (۱۹۸۰)
- بی‌تفاوتی دردناک (۱۹۸۳–۱۹۸۷)
- امپراتوری (۱۹۸۶)
- روزهای کسوف (۱۹۸۸)
- حفاظت و نگهداری (۱۹۸۹)
- حلقه دوم (۱۹۹۰)
- سنگ (۱۹۹۲)
- صفحات نجواگر (۱۹۹۳)
- مادر و پسر (۱۹۹۷)
- مولوخ (۱۹۹۹)
- تورس (۲۰۰۱)
- کشتی روسی (۲۰۰۲)
- پدر و پسر (۲۰۰۳)
- خورشید (۲۰۰۴)
- الکساندرا (۲۰۰۷)
- فاوست (۲۰۱۱)
- فرانکوفونیا (۲۰۱۵)
- قصه پریان (۲۰۲۲)